# Ферлин, Нильс
Нильс Ферли́н (швед.  Nils Johan Einar Ferlin, 11 декабря 1898, Карлстад – 21 октября 1961, Филипстад) – шведский поэт. 

## Биография
Отец – журналист, умер в 1909 (есть версия, что он покончил с собой).
Школьные годы Нильса прошли в Филипстаде, а по окончании школы он поступил в Стокгольмское театральное училище. Бродяжничал по стране, работал подручным кузнеца, грузчиком, батраком, электриком, плавал матросом на торговых судах. Пробовал себя на театральных сценах Швеции и Финляндии. Писал куплеты для эстрады, скетчи, радиопьесы, песни. С 1930 по 1957 годы вышло шесть сборников его стихотворений, седьмой вышел спустя год после его смерти.
Меланхолические и, вместе с тем, тронутые юмором стихи Ферлина пользовались и продолжают пользоваться в Швеции большой популярностью, многие из них положены на музыку (см.: ).
В 1991 году издательство «Бониер» выпустило полное собрание стихотворений Ферлина.

## Книги

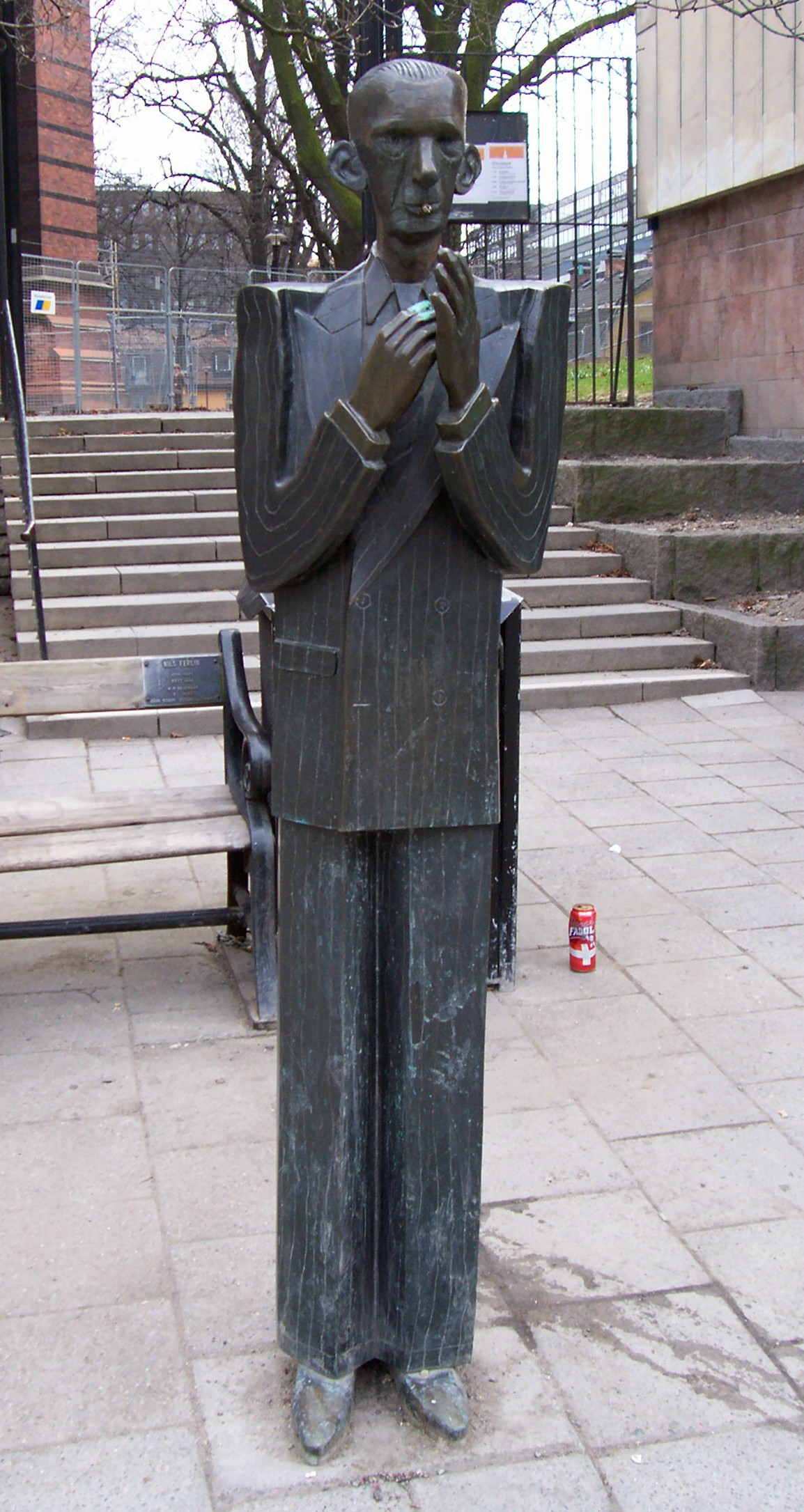
Статуя Нильса Ферлина работы Карла Гёте Бейемарка возле храма Святой Клары. Стокгольм, 1982

- En döddansares visor / Песни плясуна на похоронах (1930)
- Barfotabarn / Босоногая ребятня (1933)
- Goggles / Гоглес (1938)
- Med många kulörta lyktor / С фонариками цветными (1944)
- Kejsarens papegoja / Императорский попугай (1951)
- Från mitt ekorrhjul / Из моего беличьего колеса (1957)
- Старый цилиндр (1962)

## Признание
Премия Бельмана (1955). В 1963 в Швеции учреждена поэтическая премия Нильса Ферлина.

## Переводы на русский язык
- Современная шведская поэзия.  - М.: Прогресс, 1979.
- Стихотворения. Пер. с швед. Михаила Сафонова. - Таллинн: Aleksandra, 1996. - 80 с.
- Стихотворения в переводе Сергея Петрова